# طلوع طلایی
اتحادیه مردم-طلوع طلایی (یونانی: [Λαϊκός Σύνδεσμος – Χρυσή Αυγή] Error: {{Lang}}: متن دارای نشانه‌گذاری ایتالیک است (راهنما)) که به طور خلاصه طلوع طلایی (یونانی: [Χρυσή Αυγή] Error: {{Lang}}: متن دارای نشانه‌گذاری ایتالیک است (راهنما)، تلفظ یونانی: [xriˈsi avˈʝi]) نامیده می‌شود نام یک جناح راستگرای افراطی سازمان سیاسی و حزب سیاسی در یونان می‌باشد. رسانه‌ها و محققین از این گروه به عنوان یک گروه نئونازیست و فاشیست نام می‌برند عناوینی که گروه همیشه آنها را رد کرده. بر اساس منابع آکادمیک این گروه یک گروه نژادپرست و بیگانه هراس می‌باشددر حالی که رهبر گروه از این گروه به عنوان یک گروه ملی‌گرا و نژاد پرست یاد می‌کند.
اعضای این گروه سابقه ضرب و شتم مهاجرین و غارت و از بین بردن اموال آنان را نیز در کارنامه خود دارد. پلیس یونان متهم به همکاری و حمایت از این گروه شده که علی‌رغم شواهد موجود همیشه این اتهام را قویا رد کرده.